# Бешикдюзю
Бешикдюзю (тур. Beşikdüzü) — город в провинции Трабзон Турции. Его население составляет 32,399 человек (2009). Высота над уровнем моря — 35 м.